# 東洋紡ビルディング
東洋紡ビルディング（とうようぼうビルディング）は、大阪市北区堂島浜にあるオフィスビルである。東洋紡ビル、東洋紡本社ビルとも呼ばれる。

## 概要
1980年（昭和55年）に東洋紡の本社ビルとして建設された。総合設計制度を活用し、敷地内には公開空地が設けられている。基準階賃貸面積は720坪である。
堂島川の北側に位置するこの地は、東洋紡績の旧本店ビルがあった地である。なお、旧本店ビルは、1917年（大正6年）に竣工し、青銅ドーム型屋根を備えたルネッサンス風の赤レンガ建築であった。
2017年10月20日に東洋紡は当ビルの信託受益権を売却した。譲渡価額は非開示とされているが、東洋紡の2018年3月期の有価証券報告書に拠ると、譲渡益は10,388百万円で、簿価は建物3,016百万円、土地6,250百万円（合計9,266百万円）であることから、200億円程度で売却されたものと推定される。
また、2020年9月18日には、A3JP堂島浜特定目的会社からAlpha Investment Japan特定目的会社に譲渡された。売り主はプルデンシャル・ファイナンシャル傘下のPGIMのSPC（不動産ファンド）で、買い主は香港の大手不動産ファンドであるガウ・キャピタル・パートナーズ関連のSPCである模様。
東洋紡は当ビルを売却後も入居し本社として継続使用していたが、2022年5月に同年春竣工の大阪梅田ツインタワーズ・サウスに本社を移転。

## 受賞等
- 第2回大阪まちなみ賞大阪市長賞[9]

## 主な入居者
- 合同製鐵 本社
- ヴィンクス 本社

なお、当ビルの住所（大阪府大阪市北区堂島浜2丁目2番8号）を所在地（本店）として登記している法人は9法人ある（2024年10月13日時点）。
過去の入居者
- 東洋紡 本社 - 2022年5月に大阪梅田ツインタワーズ・サウスへ移転
- 日本エクスラン工業 本社 - 2022年4月に大阪梅田ツインタワーズ・サウスへ移転

## 交通
- 渡辺橋駅
- 北新地駅
- 西梅田駅
- 肥後橋駅